# Piper xylosteoides
Piper xylosteoides là một loài thực vật có hoa trong họ Hồ tiêu. Loài này được (Kunth) Steud. miêu tả khoa học đầu tiên năm 1841.